# Ecuaciones de Knízhnik–Zamolódchikov
En física matemática las ecuaciones de Knízhnik–Zamolódchikov o ecuaciones KZ satisfacen un conjunto de restricciones adicionales para las funciones de correlación de la teoría conforme de campos asociados con un álgebra de Lie afín a un nivel fijo. Forman un sistema de  ecuaciones en derivadas parciales complejas con puntos singulares regulares satisfechos por las N-funciones de campo principal y puede obtenerse utilizando ya sea el formalismo del álgebra de Lie o del álgebra de vértice. La estructura de la parte género cero de la teoría conforme de campos está codificada en las propiedades de monodromía de estas ecuaciones. En particular la trenza y la fusión de los campos principales (o sus representaciones asociadas) pueden deducirse de las propiedades de las funciones de cuatro puntos, para que las ecuaciones se reduzcan a una sola matriz valorada de primer orden compleja  ecuación diferencial  de tipo Fuchsiano. Originalmente los físicos rusos Vadim Knízhnik y Aleksandr Zamolódchikov dedujeron la teoría de SU(2) usando las fórmulas clásicas de Gauss para los coeficientes de la conexión de la ecuación diferencial hipergeométrica.

## Definición
Sea que {\displaystyle {\hat {\mathfrak {g}}}_{k}} denote el álgebra de Lie afín con nivel {\displaystyle k} y número de Coxeter dual {\displaystyle h}. Deje que {\displaystyle v} sea un vector de una representación de modo cero de {\displaystyle {\hat {\mathfrak {g}}}_{k}} y {\displaystyle \Phi (v,z)} el campo principal asociado. Deje que {\displaystyle t^{a}} sea una base de la subyacente álgebra de Lie {\displaystyle {\mathfrak {g}}}, {\displaystyle t_{i}^{a}} su representación en el campo principal {\displaystyle \Phi (v_{i},z)} y {\displaystyle \eta } la forma asesina. Entonces para {\displaystyle i,j=1,2,\ldots ,N} las ecuaciones de Knízhnik–Zamolódchikov  se leen
{\displaystyle \left((k+h)\partial _{z_{i}}+\sum _{j\neq i}{\frac {\sum _{a,b}\eta _{ab}t_{i}^{a}\otimes t_{j}^{b}}{z_{i}-z_{j}}}\right)\langle \Phi (v_{N},z_{N})\dots \Phi (v_{1},z_{1})\rangle =0.}

## Derivación informal
Las ecuaciones de Knízhnik–Zamolódchikov resultan de la existencia de vectores nulos en el módulo {\displaystyle {\hat {\mathfrak {g}}}_{k}}. Esto es muy similar al caso en modelos mínimos, donde la existencia de vectores nulos resultan en restricciones adicionales sobre las funciones de correlación.
Los vectores nulos de un módulo {\displaystyle {\hat {\mathfrak {g}}}_{k}} son de la forma
{\displaystyle \left(L_{-1}-{\frac {1}{2(k+h)}}\sum _{k\in \mathbf {Z} }\sum _{a,b}\eta _{ab}J_{-k}^{a}J_{k-1}^{b}\right)v=0,}
donde {\displaystyle v} es un vector de peso más alto y {\displaystyle J_{k}^{a}} corriente asociada con el generador afín {\displaystyle t^{a}}. Ya que {\displaystyle v} es de mayor peso, la acción de la mayoría de {\displaystyle J_{k}^{a}} en él se anulan y sólo {\displaystyle J_{-1}^{a}J_{0}^{b}} permanecen. La correspondencia de operador-estado entonces conduce directamente a las ecuaciones de Knízhnik–Zamolódchikov tal como se indica arriba.

## Formulación matemática
Desde el tratamiento en Tsuchiya y Kanie (1988), la ecuación de Knízhnik–Zamolódchikov ha sido formulada matemáticamente en el idioma del álgebra de vértices debido a Borcherds (1986) y Frenkel, Lepowsky y Meurman (1988). Este enfoque se popularizó entre los físicos teóricos por Goddard (1988) y entre los matemáticos por Kac (1996).
La representación de vacío H0 de un álgebra afín de Kac–Moody a un nivel fijo puede ser codificado en un álgebra de vértice. La derivación d actúa como el operador de energía L0 en h0, que puede escribirse como una suma directa de los eigenespacios enteros no negativos de L0, el espacio de cero energía generada por el vector vacío Ω. El valor propio de un vector propio de L0 se llama energía. Para cada estado a en L hay un operador de vértice V (a,z) que crea a del vector vacío Ω, en el sentido que
{\displaystyle V(a,0)\Omega =a.\,}
Los operadores de vértice de energía 1 corresponden a los generadores de la álgebra afín
{\displaystyle X(z)=\sum X(n)z^{-n-1}}
donde X corre sobre los elementos de la subyacente álgebra de Lie simplemente compleja de dimensión finita  {\displaystyle {\mathfrak {g}}}.
Hay un vector propio de energía 2 L−2Ω que los generadores de Ln del álgebra de Virasoro asociada al álgebra Kac–Moody por la construcción de Segal–Sugawara
{\displaystyle T(z)=\sum L_{n}z^{-n-2}.}
Si a tiene energía α, entonces el operador vértice correspondiente tiene la forma
{\displaystyle V(a,z)\sum V(a,n)z^{-n-\alpha }.}
Los operadores de vértice satisfacen
{\displaystyle {d \over dz}V(a,z)=[L_{-1},V(a,z)]=V(L_{-1}a,z),\,\,[L_{0},V(a,z)]=(z^{-1}{d \over dz}+\alpha )V(a,z)}
así como las relaciones de localidad y asociatividad
{\displaystyle V(a,z)V(b,w)=V(b,w)V(a,z)=V(V(a,z-w)b,w).\,}
Estas dos últimas relaciones son entendidas como continuaciones analíticas: los productos interno con vectores de energía finita de las tres expresiones definen los mismos polinomios en z±1, w± 1 y (z – w)−1 en los dominios |z| < |w|, |z| > |w| y |z – w| < |w. Todas las relaciones estructurales del álgebra Kac–Moody y Virasoro pueden recuperarse de estas relaciones, incluyendo la construcción de Segal–Sugawara.
Cada otra representación integral de Hi al mismo nivel, se convierte en un módulo para el álgebra de vértice, en el sentido de que para cada es un operador de vértice Vi(a,z) en Hi  que
{\displaystyle V_{i}(a,z)V_{i}(b,w)=V_{i}(b,w)V_{i}(a,z)=V_{i}(V(a,z-w)b,w).\,}
Los operadores más generales de vértice en un nivel determinado son operadores de entrelazamiento Φ(v,z) entre representaciones Hi y Hj donde se encuentra que la v yace en Hk. Estos operadores también pueden escribirse como
{\displaystyle \Phi (v,z)=\sum \Phi (v,n)z^{-n-\delta }\,}
pero δ puede ser ahora número racional. Nuevamente estos operadores de entrelazamiento se caracterizan por propiedades
{\displaystyle V_{j}(a,z)\Phi (v,w)=\Phi (v,w)V_{i}(a,w)=\Phi (V_{k}(a,z-w)v,w)\,}
y las relaciones con L0 y L– 1 similares a los de arriba.
Cuando v es en el subespacio de energía más bajo para L0 hk, una representación irreducible de {\displaystyle {\mathfrak {g}}}, el operador Φ(v,w) se llama campo primario de carga k.
Dada una cadena de n campos primarios empezando y terminando en H0, su correlación n-punto de función se define por
{\displaystyle \langle \Phi (v_{1},z_{1})\Phi (v_{2},z_{2})\dots \Phi (v_{n},z_{n})\rangle =(\Phi (v_{1},z_{1})\Phi (v_{2},z_{2})\dots \Phi (v_{n},z_{n})\Omega ,\Omega ).}
En la literatura física la vi  se suprime a menudo y el campo principal escrito Φi(zi), con el entendimiento que es etiquetado como por la representación irreducible correspondiente de {\displaystyle {\mathfrak {g}}}.

### Derivación de álgebra de vértice
Si (Xs) es una base ortonormal de {\displaystyle {\mathfrak {g}}} para la forma asesina, se puede deducir las ecuaciones de Knízhnik–Zamolódchikov mediante integración de la función de correlación
{\displaystyle \sum _{s}\langle X_{s}(w)X_{s}(z)\Phi (v_{1},z_{1})\cdots \Phi (v_{n},z_{n})\rangle (w-z)^{-1}}
en primer lugar en la variable w alrededor de un pequeño círculo centrado en z; por el teorema de Cauchy, el resultado puede expresarse como suma de integrales alrededor de n pequeños círculos centrados en la zj' s:
{\displaystyle {1 \over 2}(k+h)\langle T(z)\Phi (v_{1},z_{1})\cdots \Phi (v_{n},z_{n})\rangle =-\sum _{j,s}\langle X_{s}(z)\Phi (v_{1},z_{1})\cdots \Phi (X_{s}v_{j},z_{j})\Phi (X_{n},z_{n})\rangle (z-z_{j})^{-1}.}
Integrando ambos lados en la variable z sobre un pequeño círculo centrado en zi produce la ecuación ith Knízhnik–Zamolódchikov.

### Derivación de álgebra de Lie
También es posible deducir las ecuaciones de Knízhnik–Zamolódchikov sin uso explícito de álgebras de vértice. El término Φ (vi,zi) puede cambiarse en la función de correlación por su conmutador con Lr  donde r = 0 o ±1. El resultado puede expresarse en términos de la derivada con respecto a zi. Por otro lado Lr  también viene dada por la fórmula de Segal–Sugawara:
{\displaystyle L_{0}=(k+h)^{-1}\sum _{s}\left[{1 \over 2}X_{s}(0)^{2}+\sum _{m>0}X_{s}(-m)X_{s}(m)\right],\,\,\,L_{\pm 1}=(k+h)^{-1}\sum _{s}\sum _{m\geq 0}X_{s}(-m\pm 1)X_{s}(m).}
Después de sustituir estas fórmulas para Lr, las expresiones resultantes pueden simplificarse utilizando las fórmulas de conmutador
{\displaystyle [X(m),\Phi (a,n)]=\Phi (Xa,m+n).\,}

### Derivación original
La prueba original de Knizhnik y Zamolodchikov (1984), reproducido en Tsuchiya y Kanie (1988), utiliza una combinación de dos de los métodos anteriores. En primer lugar tenga en cuenta que para X en {\displaystyle {\mathfrak {g}}}
{\displaystyle \langle X(z)\Phi (v_{1},z_{1})\cdots \Phi (v_{n},z_{n})\rangle =\sum _{j}\langle \Phi (v_{1},z_{1})\cdots \Phi (Xv_{j},z_{j})\cdots \Phi (v_{n},z_{n})\rangle (z-z_{j})^{-1}.}
Por lo tanto
{\displaystyle \sum _{s}\langle X_{s}(z)\Phi (z_{1},v_{1})\cdots \Phi (X_{s}v_{i},z_{i})\cdots \Phi (v_{n},z_{n})\rangle =\sum _{j}\sum _{s}\langle \cdots \Phi (X_{s}v_{j},z_{j})\cdots \Phi (X_{s}v_{i},z_{i})\cdots \rangle (z-z_{j})^{-1}.}
Por otro lado
{\displaystyle \sum _{s}X_{s}(z)\Phi (X_{s}v_{i},z_{i})=(z-z_{i})^{-1}\Phi (\sum _{s}X_{s}^{2}v_{i},z_{i})+(k+g){\partial  \over \partial z_{i}}\Phi (v_{i},z_{i})+O(z-z_{i})}
Para
{\displaystyle (k+g){\partial  \over \partial z_{i}}\Phi (v_{i},z_{i})=\lim _{z\rightarrow z_{i}}\left[\sum _{s}X_{s}(z)\Phi (X_{s}v_{i},z_{i})-(z-z_{i})^{-1}\Phi (\sum _{s}X_{s}^{2}v_{i},z_{i})\right].}
El resultado se sigue utilizando este límite en la igualdad anterior.

## Aplicaciones
- Teoría de la representación de álgebra de Lie afín y grupos quánticos
- Grupos de trenza
- Topología del hiperplano complemento
- Teoría de nudos y 3-doblez